# Célula serosa
As chamadas células serosas nas glândulas salivares humanas também secretam quantidades demonstráveis de polissacarídeos, sendo, portanto, essas células, na realidade, células seromucosas. Ao microscópio óptico, uma célula seromucosa é rapidamente identificada como uma células de forma piramidal com seu ápice voltado para o lúmen central. Seu núcleo é esférico e localizado no terço basal da célula. Seu citoplasma cora-se intensamente pela técnica de coloração da H&E, fornecendo à célula uma característica basofilia na região basal.